# Javor v zahradě Miks
Javor v zahradě MIKS, nazývaný také Javor v zahradě Městského informačního a kulturního střediska nebo Javor v zahradě vily na ulici Zacpalova, je památný javor klen (Acer pseudoplatanus L.). Roste v zahradě Steuerovy vily v Zacpalově ulici 964/1 v krnovské městské části Pod Bezručovým vrchem v okrese Bruntál. Geograficky se nachází ve Zlatohorské vrchovině, Moravskoslezském kraji a Horním Slezsku.

## Historie a popis stromu
Javor v zahradě Městského informačního a kulturního střediska (MIKS) roste na katastrálním území Krnov-Horní Předměstí. Podle údajů z roku 2002:
| Výška stromu:                 | 29 m                                    |
| Obvod kmene ve výčetní výšce: | 3,65 m                                  |
| Ochranné pásmo:               | dle zákona, tj. v době vyhlášení 11,5 m |
| Datum vyhlášení:              | 11. června 2002                         |

## Galerie

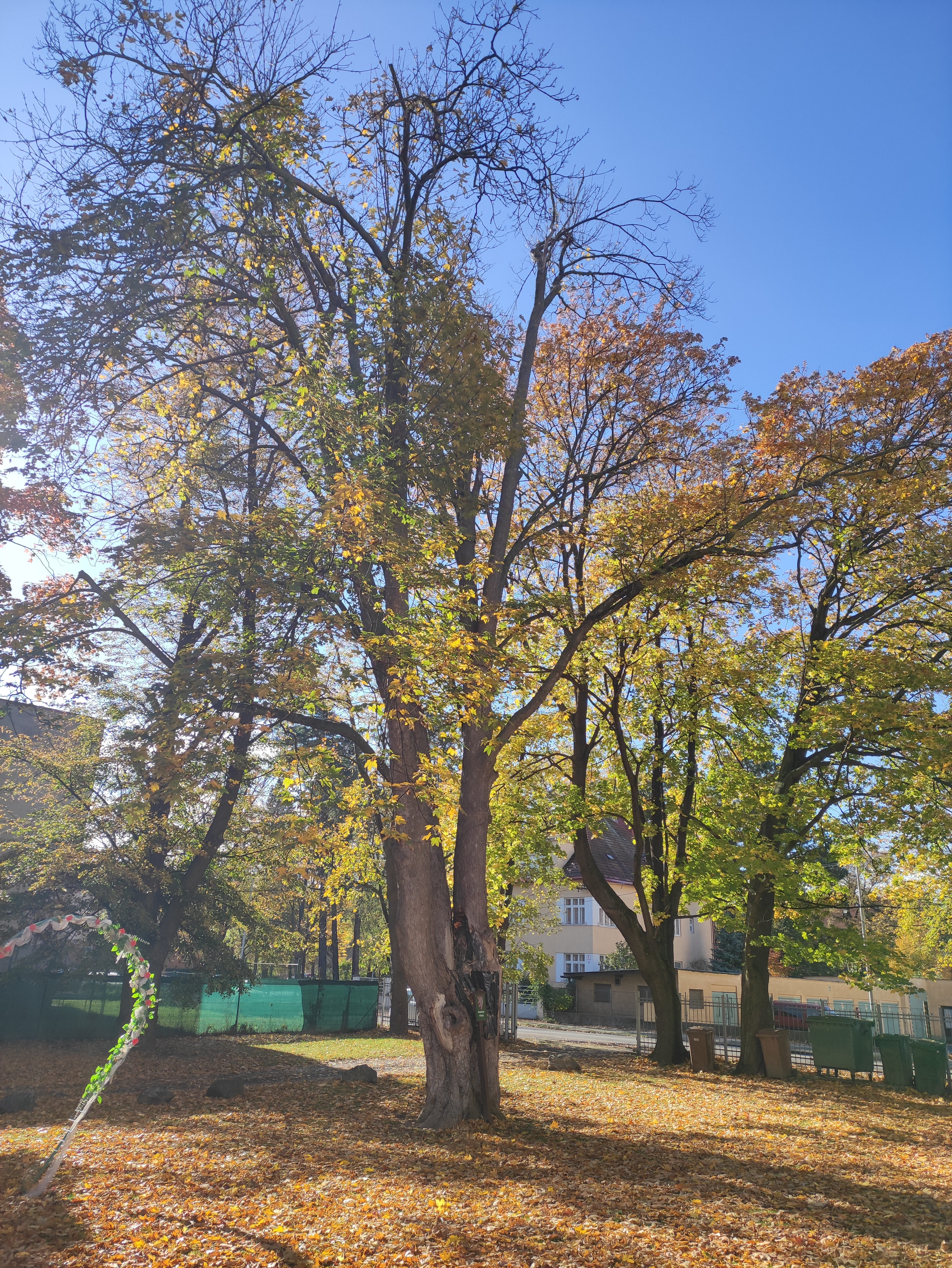
Listopad 2023
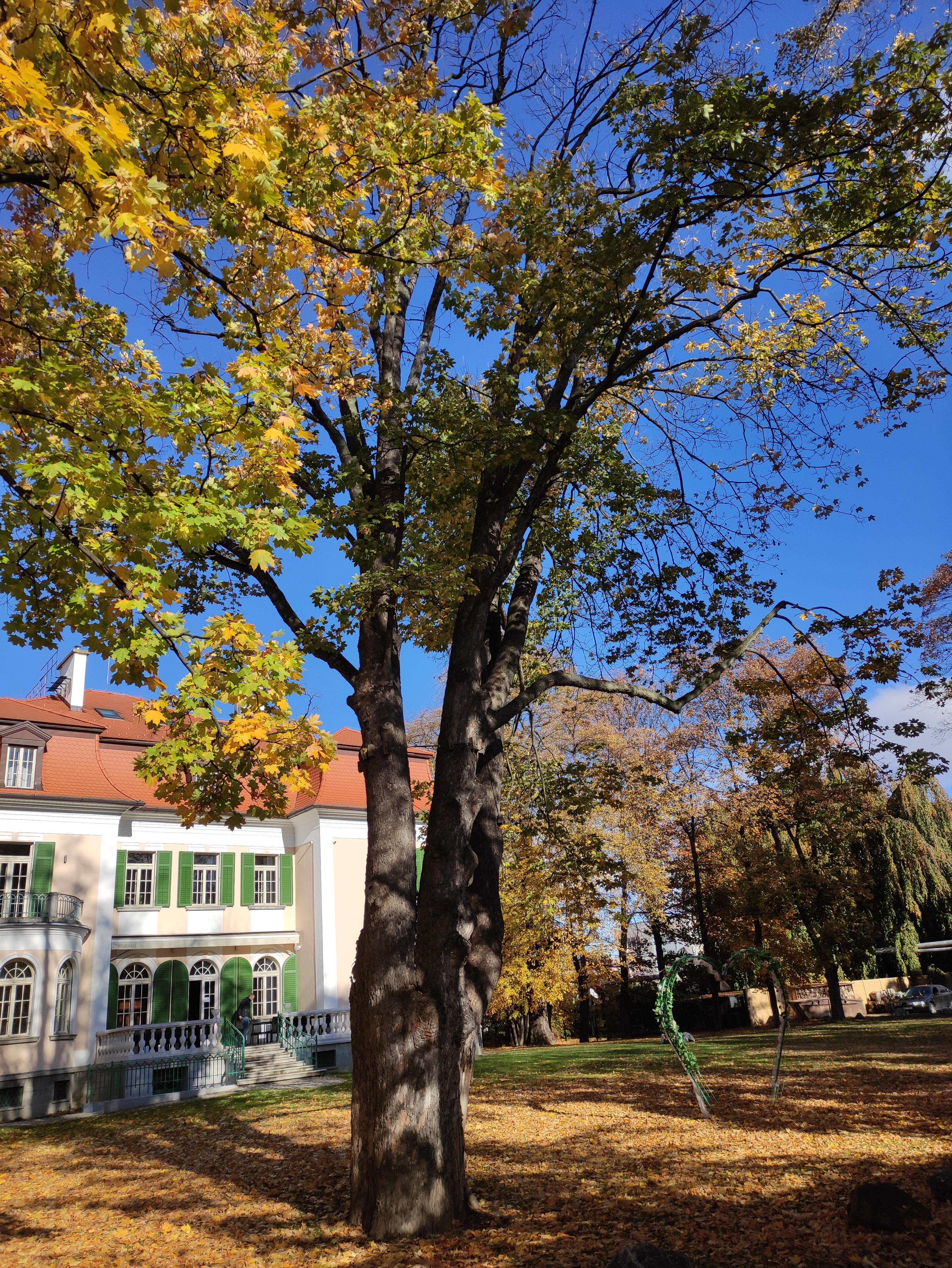
Listopad 2023
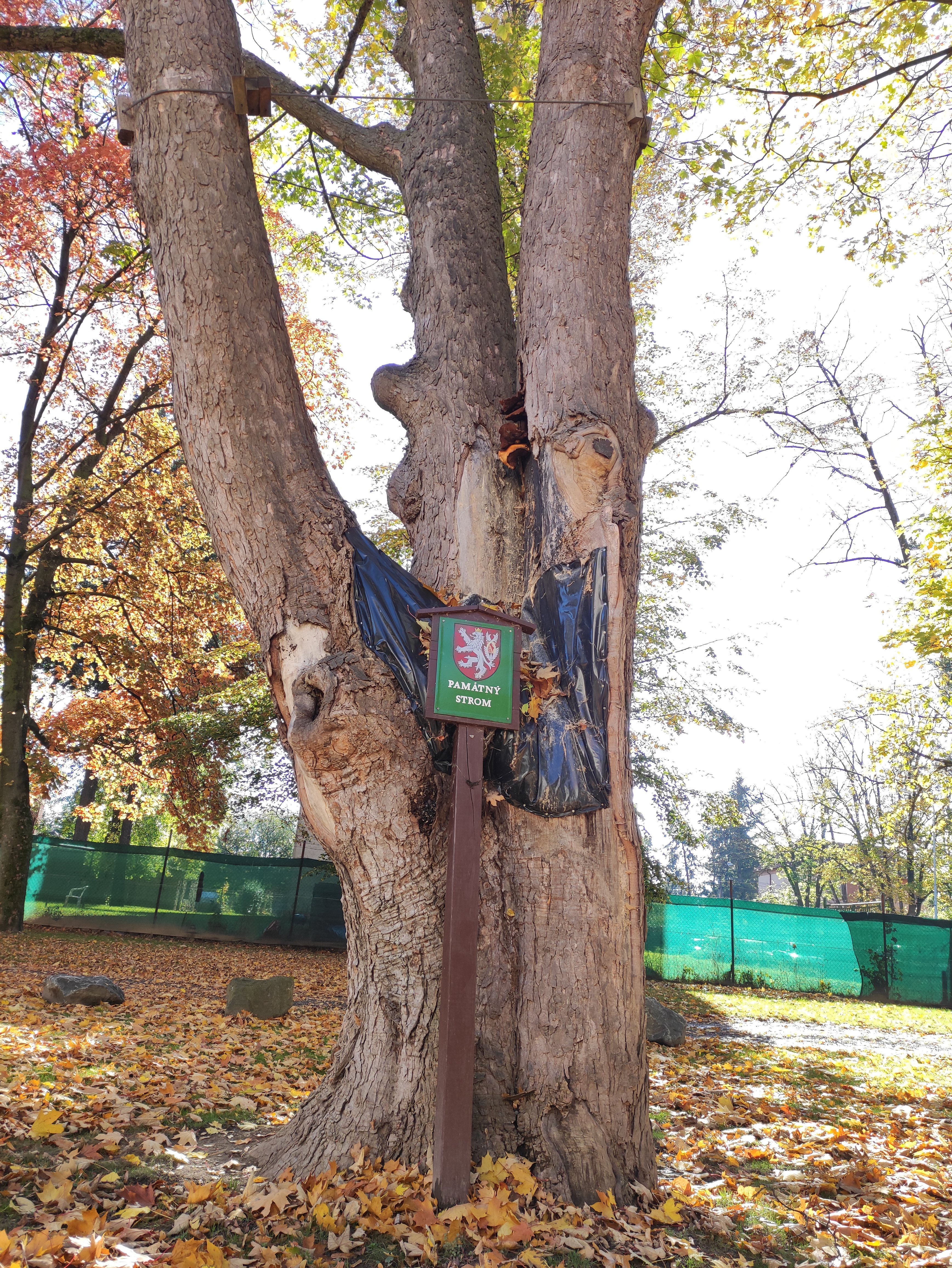
Listopad 2023

## Další informace
Strom je v době otevíracích hodin Městského informačního a kulturního střediska volně přístupný. Od roku 2012 MIKS sídlí v budově tzv. Dělnického domu na náměstí Míru 14 (budova Kina Mír 70 Krnov - boční vchod od řeky - bývalý internát pedagogické školy). Steuerova vila s přilehlou zahradou byla zprivatizována, dnes patří firmě TAW, s.r.o., a ve vile je Villa Cafe - Penzion Krnov.